# Сэто, Юдзиро
Юдзиро Сэто (яп. 瀬戸勇次郎; род. 27 января 2000 года, Итосима, Фукуока, Япония) — японский парадзюдоист. Чемпион летних Паралимпийских игр 2024 в Париже, бронзовый призёр летних Паралимпийских игр 2020 в Токио.

## Биография
Начал заниматься дзюдо в возрасте 4 лет, паралимпийским дзюдо — с 12 лет.
27 августа 2021 года принял участие на летних Паралимпийских играх 2020 в Токио в весовой категории до 66 кг. В 1/8 финала победил аргентинца Эдуардо Гауто, в четвертьфинале проиграл узбеку Учкуну Курамбаеву. Продолжил борьбу за «бронзу». Сначала победил монгола Аажимына Мунхбата, а в матче за третье место — грузина Гиорги Гамджашвили.
6 сентября 2024 года принял участие на летних Паралимпийских играх 2024 в Париже в весовой категории до 73 кг (класс J2) и завоевал золотую медаль. В четвертьфинале победил тайваньца Чан Шао-Хао, в полуфинале — литовца Освальдаса Барейкиса, в финале — грузина Гиорги Калдани.

## Основные спортивные результаты
| Год  | Турнир                          | Место проведения | Категория    | Место |
| ---- | ------------------------------- | ---------------- | ------------ | ----- |
| 2021 | Летние Паралимпийские игры 2020 | Токио            | до 66 кг     | 3     |
| 2022 | Чемпионат мира                  | Баку             | до 73 кг, J2 | 14    |
| 2023 | Азиатские Параигры 2022         | Ханчжоу          | до 73 кг, J2 | 3     |
| 2024 | Летние Паралимпийские игры 2024 | Париж            | до 73 кг, J2 | 1     |
| 2025 | Чемпионат мира                  | Астана           | до 70 кг, J2 | 3     |